# 膽振線
膽振線（日语：／ Iburi sen */?）是一條由日本國有鐵道（國鐵）經營的鐵路線（地方交通線），連接北海道伊達市（膽振支廳內）伊達紋別站與虻田郡俱知安町（後志支廳內）俱知安站。在經過國鐵再建法後，被定為第2次特定地方交通線停運對象，並在1986年廢線。

## 路線資料（廢線前）
- 管轄：日本國有鐵道
- 路段（營業距離）：
  - 伊達紋別－俱知安 83.0公里[1][2]
  - 京極－脇方 7.5公里[1][2]
- 軌距：1067毫米[1]
- 站數：21個（包括起終點站）
- 複線路段：沒有（全線單線）
- 電氣化路段：沒有（全線非電氣化（日语：非電化））[1]
- 閉塞方式：Tablet閉塞式
  - 可交會車站：5?（久保內、新大瀧、御園、喜茂別、京極）?
- 廢除時的簡易委托站：久保內、蟠溪、北湯澤、優德、御園、南京極、東京極、寒別

## 历史
从历史上，胆振线可以分为京极以北根据轻便铁道法建设的京极以北和自私营铁路国有化而来的京极以南两段。
俱知安 - 京极 - 胁方区间是在铁道敷设法制定前，根据轻便铁道法建设的线路。1919年（大正8年），该区间作为“京极轻便线”开业，于1922年（大正11年）伴随轻便铁道法废除而改名为“京极线”。其建设目的在于运输于1898年（明治31年）在胁方发现的拥有褐铁矿床的俱知安所产出的矿石。
京极以南则被列入改正铁道敷设法别表第131号所规定的预定线“自胆振国京极经喜茂别、壮瞥至纹鳖铁路”，于1928年以京极线延伸的形式为胆振铁道所建设，开通至喜茂别（初代）。
1940年（昭和15年），胆振纵贯铁道开通了伊达纹别 - 德瞬瞥（后来的新大泷）区间，并于次年并入胆振铁道。之后，该线路延伸至西喜茂别（後后来的喜茂别（2代）），伊达纹别 - 京极自此全通。
1944年（昭和19年），胆振纵贯铁道在战时被收购，同京极线合并为胆振线。在被收购前一天的6月30日夜间，昭和新山开始喷发，沿线一带的土地遭遇了激烈的隆起然而，由于该线路承担在战时运输铁矿石的任务，需要保持列车的持续运行，因此自各地动员的保线区人员不断重建线路。最终，当火山喷发结束时，原本线路所在的地方已然成为半山腰，而线路走向也极大改变，但列车运行从未休止。
而降格为支线的京极 - 胁方则在矿山关闭后，因运输量大幅减少而被列入赤字83線，于1970年（昭和45年）废除。剩余的伊达纹别 - 俱知安期间则在1980年（昭和55年）国铁再建法颁布前，因有珠山喷发而于1977年（昭和52年）至1979年（昭和54年）年期间长期处于无法通行的状态，极大影响了这期间对运输密度的判定，因而被指定为第2次特定地方交通線。
由此，1986年（昭和61年）10月31日，胆振线全线废除，转换至道南巴士。
此外，改正铁道敷设法第132号还规定了自京极经留寿都至壮瞥的预定线，但从未开建。这一区间则由JR北海道巴士伊达线运行京极站 - 丰浦站区间。

### 倶知安 - 胁方（京极线）
位于胁方的俱知安矿山在1916年（大正5年）时，隶属于三井矿山，后于1918年（大正7年）4月转让至由三井出资设立，位于室蘭的北海道制铁（旧・轮西制铁所，现・日本製鐵室兰制铁所），并于同年11月1日开山。当时预计矿量达1,000万吨，因此备受国家期待，同时亦成为了本线建设的主要动机。
- 1919年（大正8年）11月15日 俱知安 - 京极 (13.4 km) 作为京极轻便线开业[2][5]，新设六乡站、寒别站、京极站[1]。
- 1920年（大正9年）7月15日 京极 - 胁方 (7.5 km) 以由日本制钢所敷设，委托至铁道院运行方式开业[6][7]。脇方駅を新設[1]。
- 1922年（大正11年）9月2日 伴随轻便铁道法废除，改名为京极线[2][8]。

### 京极 - 喜茂别（胆振铁道）
- 1928年（昭和3年）10月21日 胆振铁道京极 - 喜茂别 (11.0 km) 开业[2][9]，新设川上温泉停留场、留产站、喜茂别站（初代）[1]。
- 1931年（昭和6年）6月25日 新设东俱知安停留场[1]。

### 伊达纹别 - 西喜茂别（胆振纵贯铁道）
- 1940年（昭和15年）12月15日 胆振纵贯铁道伊达纹别 - 德瞬瞥 (35.0 km) 开业[2][10]，新设上长流停留场、壮瞥站、久保内站、蟠溪站、优园停留场、优德站、德舜瞥站[1]。
- 1941年（昭和16年）
  - 9月27日 胆振纵贯铁道并入胆振铁道[2]。東俱知安停留场改名为东京极站[1]。
  - 10月12日 德瞬瞥 - 西喜茂别 (24.2 km) 开业[11]、全線開業[2]，西喜茂别 - 喜茂别 (0.7 km) 旅客营业废除[2]。新设尾路远停留长、御园站、北铃川站、西喜茂别站[1]。喜茂别站由一般站降格为货物站。[1]。
- 1943年（昭和18年）12月开始，因昭和新山的火山活动导致壮瞥村（当时）的土地隆起，上长流 - 壮瞥区间线路发生崩塌。保线和新线建设一直持续至火山活动结束[12]。

### 胆振纵贯铁道收购后
- 1944年（昭和19年）7月1日 胆振纵贯铁道伊达纹别 - 京极、西喜茂别 - 喜茂别被收购并国有化，同京极线合并为胆振线（伊达纹别 - 俱知安・京极 - 胁方）[2][13]。西喜茂别 - 喜茂别 (0.7 km) 废除，并入喜茂别站（旧西喜茂别站）[2]。优园站改名为北汤泽站、川上温泉站改名为南京极站、西喜茂别站改名为喜茂别站（2代）[1]。东京极站废除[1]。尾路远站降格为假乘降场[1]。
- 1952年（昭和27年）11月15日 德舜瞥站改名为新大泷站[1]。
- 1959年（昭和34年）10月1日 上长流站改名为上长和站[1]。
- 1960年（昭和35年）10月1日 新设北冈站、参乡站[1]。
- 1962年（昭和37年）12月17日 新设东京极站[1]。
- 1970年（昭和45年）11月1日 京极 - 胁方 (7.5 km) 废除[2]。胁方站废除[1]。
- 1977年（昭和52年）
  - 8月7日 因有珠山喷发，伊达纹别 - 新大泷停止运行[14]。
  - 8月15日 久保内 - 新大泷恢复运行[14]。
  - 9月4日 伊达纹别 - 久保内开始每日开行1对班次（5日开始恢复为2对，13日开始恢复为3对）[14]。
  - 9月30日 运行完全恢复[14]。
- 1984年（昭和59年）6月22日 被指定为第2次特定地方交通线[15]。
- 1985年（昭和60年）尾路远假乘降场废除[1]。
- 1986年（昭和61年）11月1日 全线 (83.0 km) 废除[2][1][16]，转换至道南巴士[17]。

## 運行形態
于1986年3月3日時刻表調整之時，該線除運轉全線的列車外有「伊達紋別 - 新大瀧」、「伊達紋別 - 久保内」及「御園 - 倶知安」的區間列車。其中新大瀧與御園之間為膽振支廳與後志支廳的支廳境，人口相當稀薄，因此該區間列車非常少。

### 急行「膽振」
急行「膽振」是一個以札幌為起終點的循環運轉準急→急行列車，途經千歲線、室蘭本線、膽振線、函館本線，使用Kiha22形柴油動車組行駛。

#### 年表
- 1962年10月 臨時準急「膽振」開始運行，其时仅有周末运转的內環班次（札幌→倶知安→伊達紋別→札幌）。
- 1963年10月 開始定期執行內環班次。加設外環班次（札幌→伊達紋別→倶知安→札幌）。
  - 當時，準急「膽振」、準急「襟裳」（行走札幌與様似之間）與準急「千歲」（行走札幌與室蘭）會運行串聯運輸，在札幌站一同出發，直至到達苫小牧站，準急「襟裳」就會分離，之後再到達東室蘭站後，準急「千歲」就會分離，剩下急行「膽振」列車，繼續前往膽振線路段。當列車到速倶知安時，便與準急「新雪谷」（行走蘭越/岩内至札幌之間）結合，串聯運輸至終點站，札幌。
- 1965年10月 在外環班次中，除了與「襟裳」「千歲」外，也加入準急「洞爺」（行走札幌至洞爺之間）進行串聯運輸。所以，札幌與苫小牧之間有4列列車串聯運輸，苫小牧與東室蘭之間有3列列車串聯運輸，東室蘭至伊達紋別之間有2列列車串聯運輸。
- 1966年3月 升級成為急行列車。
- 1967年10月 與倶知安至札幌之間串聯運輸的「新雪谷」改名為「雷電」。
- 1972年3月 「洞爺」改名為「千歲」。
- 1980年10月 急行「膽振」廢止。

在該列車廢止前經停以下車站：
札幌 - 千歲 - 苫小牧 - 白老 - 登別 - 東室蘭 - 本輪西 - 伊達紋別 - 壯瞥 - 久保內 - 蟠溪 - 北湯澤 - 新大瀧 - 御園 - 喜茂別 - 京極 - 俱知安 - 小澤 - 余市 - 小樽 - 札幌

## 車站列表
接續路線的公司名、車站所在地以廢除時為準。所有車站都位於北海道。
| 中文站名 | 日文站名 | 英文站名 | 站間距離 | 營業距離 | 接續路線                         | 所在地                            |
| -------- | -------- | -------- | -------- | -------- | -------------------------------- | --------------------------------- |
| 伊達紋別 |          |          | -        | 0.0      | 日本國有鐵道：室蘭本線           | 伊達市                            |
| 上長和   |          |          | 5.1      | 5.1      |                                  | 伊達市                            |
| 壯瞥     |          |          | 5.2      | 10.3     |                                  | 有珠郡壯瞥町                      |
| 久保內   |          |          | 6.8      | 17.1     |                                  | 有珠郡壯瞥町                      |
| 蟠溪     |          |          | 6.0      | 23.1     |                                  | 有珠郡壯瞥町                      |
| 北湯澤   |          |          | 4.4      | 27.5     |                                  | 有珠郡大瀧村 （現：伊達市大瀧區） |
| 優德     |          |          | 2.8      | 30.3     |                                  | 有珠郡大瀧村 （現：伊達市大瀧區） |
| 新大瀧   |          |          | 4.7      | 35.0     |                                  | 有珠郡大瀧村 （現：伊達市大瀧區） |
| 御園     |          |          | 13.4     | 48.4     |                                  | 虻田郡喜茂別町                    |
| 北鈴川   |          |          | 5.1      | 53.5     |                                  | 虻田郡喜茂別町                    |
| 喜茂別   |          |          | 5.7      | 59.2     |                                  | 虻田郡喜茂別町                    |
| 留產     |          |          | 3.7      | 62.9     |                                  | 虻田郡喜茂別町                    |
| 南京極   |          |          | 2.1      | 65.0     |                                  | 虻田郡京極町                      |
| 東京極   |          |          | 3.4      | 68.4     |                                  | 虻田郡京極町                      |
| 京極     |          |          | 1.2      | 69.6     | 日本國有鐵道：膽振線（脇方方向） | 虻田郡京極町                      |
| 北岡     |          |          | 3.0      | 72.6     |                                  | 虻田郡京極町                      |
| 寒別     |          |          | 2.3      | 74.9     |                                  | 虻田郡俱知安町                    |
| 參鄉     |          |          | 3.5      | 78.4     |                                  | 虻田郡俱知安町                    |
| 六鄉     |          |          | 2.0      | 80.4     |                                  | 虻田郡俱知安町                    |
| 俱知安   |          |          | 2.6      | 83.0     | 日本國有鐵道：函館本線           | 虻田郡俱知安町                    |

### 支線
| 中文站名 | 日文站名 | 英文站名 | 營業距離 | 接續路線                                     | 所在地       |
| -------- | -------- | -------- | -------- | -------------------------------------------- | ------------ |
| 京極     |          |          | 0.0      | 日本國有鐵道：膽振線（伊達紋別、俱知安方向） | 虻田郡京極町 |
| 脇方     |          |          | 7.5      |                                              | 虻田郡京極町 |